# Gentiana damyonensis
Gentiana damyonensis är en gentianaväxtart som beskrevs av Marquand. Gentiana damyonensis ingår i släktet gentianor, och familjen gentianaväxter. Inga underarter finns listade i Catalogue of Life.